# 1468 az irodalomban
Az 1468. év az irodalomban.

## Születések
- július 12. – Juan del Encina spanyol költő, drámaíró, zenész, a spanyol dráma egyik megalapítója († 1529)